# Olivier Girault
Olivier Damien Girault (Pointe-à-Pitre, 22 febbraio 1973) è un ex allenatore di pallamano, ex pallamanista e dirigente sportivo francese.
Ha vinto la medaglia d'oro olimpica nella pallamano con la nazionale maschile francese, trionfando alle Olimpiadi 2008 svoltesi a Pechino.
Ha partecipato anche alle Olimpiadi 2000 e alle Olimpiadi 2004.
Inoltre con la sua nazionale ha vinto anche il campionato mondiale 2001 in Francia e l'europeo 2006 in Svizzera.
È stato presidente della Lega francese di pallamano (LNH) dal 2018 al 2021.
Dal 2021 a marzo 2025 è stato direttore dell'Unione nazionale degli sport scolastici (Union nationale du sport scolaire).